# قرار مجلس الأمن التابع للأمم المتحدة رقم 766
قرار مجلس الأمن التابع للأمم المتحدة رقم 766، المتخذ بالإجماع في 21 تموز / يوليو 1992، بعد الإشارة إلى القرارات 668 (1990)، 717 (1991)، 718 (1991)، 728 (1992) و745 (1992)، أقر المجلس وأعرب عن قلقه إزاء الصعوبات التي واجهتها سلطة الأمم المتحدة الانتقالية في كمبوديا في تنفيذ التسوية السياسية في كمبوديا التي تم التوقيع عليها في مؤتمر باريس في 23 تشرين الأول / أكتوبر 1991.
وأعرب المجلس عن أسفه لاستمرار انتهاكات وقف إطلاق النار في كمبوديا، ودعا جميع الأطراف إلى وقف الأعمال العدائية على الفور والمساعدة في تحديد الألغام الأرضية. وفي الوقت نفسه، أدان رفض حزب كمبوتشيا الديمقراطية السماح بنشر سلطة الأمم المتحدة الانتقالية في كمبوديا في المناطق الواقعة تحت سيطرته، وحثها على القيام بذلك، حتى يمكن تنفيذ المرحلة الثانية من خطة الأمم المتحدة بالكامل. وأعاد تأكيد التزام المجتمع الدولي بالعملية السياسية في ظل سلطة الأمم المتحدة الانتقالية في كمبوديا، وحث جميع الأطراف على احترام طابعها السلمي، وحث الدول الأعضاء على تقديم المساعدة للسلطة.
كما طالب القرار الأمين العام بطرس بطرس غالي بالإسراع بنشر المكونات المدنية، لا سيما تلك المعنية بالإشراف والرقابة على الهياكل الإدارية. وفيما يتعلق بغياب التعاون من جانب حزب كمبوتشيا الديمقراطية، أعلن المجلس أن فوائد المساعدة الدولية ستنطبق فقط على الأطراف التي تفي بالتزاماتها بموجب اتفاقيات باريس. ومع ذلك، أقر الأمين العام في تقريره بأن عملية تجميع الجنود الكمبوديين لا يمكن أن تتم بشكل كامل بدعم من ثلاثة فصائل فقط.

## روابط خارجية
- نص القرار في undocs.org